# (100799) 1998 FX79
(100799) 1998 FX79 es un asteroide perteneciente al cinturón de asteroides descubierto el 24 de marzo de 1998 por el equipo del Lincoln Near-Earth Asteroid Research desde el Laboratorio Lincoln, Socorro, Nuevo México, Estados Unidos.

## Designación y nombre
Designado provisionalmente como 1998 FX79.

## Características orbitales
1998 FX79 está situado a una distancia media del Sol de 2,288 ua, pudiendo alejarse hasta 2,582 ua y acercarse hasta 1,993 ua. Su excentricidad es 0,128 y la inclinación orbital 3,531 grados. Emplea 1264,15 días en completar una órbita alrededor del Sol.

## Características físicas
La magnitud absoluta de 1998 FX79 es 15,9. Tiene 2,407 km de diámetro y su albedo se estima en 0,175. 